# Kuno Fladt
Kuno Fladt (* 9. Juni 1889 in Öhringen; † 27. August 1977 in Tübingen) war ein deutscher Mathematiker und Mathematikdidaktiker.

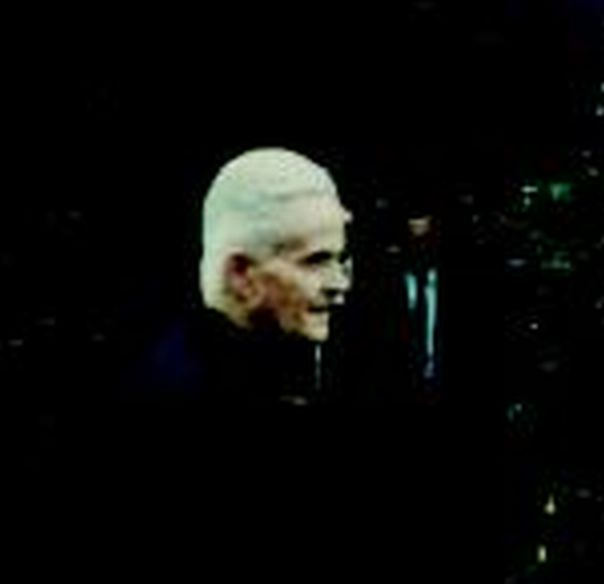
Kuno Fladt 1962, Foto von Konrad Jacobs (Ausschnitt)

## Leben
Nach dem Abitur am Realgymnasium in Stuttgart 1907 studierte er an der Technischen Hochschule Stuttgart und an der Universität Tübingen mit der Lehramtsprüfung 1911/12. Während seines Studiums wurde er Mitglied der AMV Makaria Stuttgart (im Sondershäuser Verband). Ab 1918 war er Studienrat und Vorsteher der Realschule Vaihingen. 1920 wurde er in Tübingen bei Alexander von Brill und Gerhard Hessenberg promoviert (Zur Geometrie der Mannigfaltigkeiten, die in eine allgemeine n-dimensionale Mannigfaltigkeit eingebettet sind).
Ab 1926 war er Oberstudienrat an der Friedrich-Eugens-Oberrealschule Stuttgart und 1933 bis 1945 Oberstudiendirektor an der Kepler-Oberschule in Tübingen (der Zusatz Kepler war ein Vorschlag Fladts 1937). Am 1. Mai 1933 trat er in die NSDAP ein. Daneben hielt er 1936 bis 1945 Vorlesungen über Mathematikdidaktik und Mathematik für Naturwissenschaftler an der Universität Tübingen.
Ab 1925 war im Verein zur Förderung des Unterrichts in Mathematik und Naturwissenschaften, als dessen Vorstandsmitglied er 1935 in den Nationalsozialistischen Lehrerbund kam. In dessen Zeitschrift publizierte er viele Beiträge und wurde 1937 zum Reichssachbearbeiter für Mathematik und Naturwissenschaften berufen, der Mathematikbücher zu begutachten hatte und auch antisemitisch aktiv wurde. Er betonte die Bedeutung der „Wehrmathematik“ im Unterricht. Nach dem Krieg wurde er zurückgestuft, da er in nationalsozialistischen Organisationen aktiv gewesen war. 
1945 bis 1952 war er Studienrat an der Isolde-Kurz-Oberschule für Mädchen in Reutlingen und der Wildermuth-Oberschule für Mädchen in Tübingen sowie 1952 bis zu seinem Ruhestand 1954 Oberstudiendirektor am Gymnasium in Calw. Ab 1953 hielt er Vorlesungen über Mathematikdidaktik an der Albert-Ludwigs-Universität Freiburg, von 1956 bis 1974 als Honorarprofessor.
Er befasste sich vor allem mit Geometrie, wobei er didaktisch an Felix Klein und sein Erlanger Programm anknüpft.

## Schriften
- Herausgabe und Bearbeitung von Max Simon: Nichteuklidische Geometrie in elementarer Behandlung, Tübingen : Teubner 1925
- Elementargeometrie, 2 Bände, Tübingen : Teubner 1928, 1931
- Mitarbeit an Gerhard Kölling, Eugen Löffler: Mathematisches Unterrichtswerk für Höhere Lehranstalten, Band 2,3, 1939
- mit Hans Seitz: Himmelskunde zum Gebrauch an den oberen Klassen der höheren Schulen, Stuttgart : Klett 1934
- Didaktik und Methodik des mathematischen Unterrichts, Frankfurt am Main : Hirschgraben 1950
- mit Hans Seitz: Astronomie, Stuttgart : Klett 1957
- mit Artur Kraft, Werner Dreetz (Herausgeber): Mathematisches Unterrichtswerk für Höheren Schulen, Diesterweg 1955
- Elementarmathematik vom höheren Standpunkt aus, 8 Bände, Stuttgart : Klett 1957 bis 1967
- Herausgeber mit Heinrich Behnke, Wilhelm Süss: Grundzüge der Mathematik, 3 Bände, Göttingen : Vandenhoeck und Ruprecht 1958, englische Übersetzung bei MIT Press 1986 (von Fladt darin in Band 2 zum Erlanger Programm und Höherer Geometrie)
- Lehrbuch der Mathematik. Darstellung des Lehrstoffs der deutschen Höheren Schule vom wissenschaftlichen Standpunkt aus für Lehrer und Studierende, Diesterweg 1962
- Analytische Geometrie spezieller ebener Kurven, Akademische Verlagsgesellschaft, Frankfurt 1962
- Analytische Geometrie spezieller Flächen und Raumkurven, Akademische Verlagsgesellschaft, Frankfurt 1975